# Rick van Drongelen
Rick van Drongelen (Terneuzen, 20 dicembre 1998) è un calciatore olandese, difensore del Samsunspor.

## Carriera

### Club

#### Sparta Rotterdam
Van Drongelen cresce nelle giovanili dello Sparta Rotterdam che successivamente lo aggregherà in prima squadra facendolo esordire il 4 dicembre 2015 nei minuti finali della vittoria casalinga ai danni del Volendam per 3-1.
La prima presenza da titolare arriverà il 18 dicembre nella vittoria casalinga per 6-0 contro il MVV mentre la prima marcatura arriverà il 22 aprile 2016 sempre contro il MMV, siglando la rete del momentaneo 1-1, terminerà la sua prima stagione tra i professionisti con 15 presenze e 1 rete, contribuendo alla promozione in Eredivisie.
Il 24 giugno 2016 firma un contratto fino a giugno 2019.
Nella sua seconda stagione giocherà stabilmente tra i titolari collezionando 31 presenze.

### Amburgo
Il 3 agosto 2017 si trasferisce all'Amburgo per 3 milioni di euro firmando un contratto quinquiennale .
Esordisce alla prima di campionato contro l'Augusta e termina la stagione con 18 presenze in campionato ma nessuna marcatura.
Nella stagione seguente in Zweite Bundesliga diventa uno dei titolari inamovibili mentre nella sua terza stagione con gli anseatici indosserà sporadicamente la fascia da capitano.
La sua ultima stagione con i dinosauri è condizionata da una serie di infortuni che gli faranno accumulare soltanto 4 presenze.

### Union Berlino e prestiti vari
Il 21 giugno 2021 passa all'Union Berlino per 500 mila euro  ma non collezionerà nemmeno una presenza, venendo mandato in prestito nella sessione di calciomercato invernale al Mechelen per il resto della stagione .
In Belgio riesce a guadagnarsi minutaggio collezionando 10 presenze.
Nell'estate del 2022 ritorna a Berlino ma viene mandato in prestito al Hansa Rostock  entrando stabilmente nelle gerarchie della squadra anseatica esordendo contro l'Hannover il 4 settembre. La prima marcatura arriverà nel girone di ritorno nella sconfitta tra le mura amiche del Ostseestadion per 2-3 contro Holstein Kiel il 9 aprile 2023.

### Samsunspor
L'11 luglio si trasferisce al Samsunspor per 200 mila euro. Guadagna immediatamente la titolarietà esordendo nella partita finita per 1-1 al Nuovo stadio 4 settembre di Sivas, segnando al 78° minuto il goal del pareggio.

### Nazionale
Ha giocato con le nazionali giovanili olandesi Under-17, Under-18, Under-19 e Under-21

## Statistiche

### Presenze e reti nei club
Statistiche aggiornate al 9 agosto 2025.
| Stagione                | Squadra                 | Campionato              | Campionato | Campionato | Coppe nazionali | Coppe nazionali | Coppe nazionali | Coppe continentali | Coppe continentali | Coppe continentali | Altre coppe | Altre coppe | Altre coppe | Totale | Totale |
| Stagione                | Squadra                 | Comp                    | Pres       | Reti       | Comp            | Pres            | Reti            | Comp               | Pres               | Reti               | Comp        | Pres        | Reti        | Pres   | Reti   |
| ----------------------- | ----------------------- | ----------------------- | ---------- | ---------- | --------------- | --------------- | --------------- | ------------------ | ------------------ | ------------------ | ----------- | ----------- | ----------- | ------ | ------ |
| 2015-2016               | Sparta Rotterdam        | EED                     | 15         | 1          | CO              | 0               | 0               | -                  | -                  | -                  | -           | -           | -           | 15     | 0      |
| 2016-2017               | Sparta Rotterdam        | ED                      | 31         | 0          | CO              | 3               | 0               | -                  | -                  | -                  | -           | -           | -           | 34     | 0      |
| Totale Sparta Rotterdam | Totale Sparta Rotterdam | Totale Sparta Rotterdam | 46         | 1          |                 | 3               | 0               |                    | -                  | -                  |             | -           | -           | 49     | 1      |
| 2017-2018               | Amburgo                 | BL                      | 18         | 0          | CG              | 0               | 0               | -                  | -                  | -                  | -           | -           | -           | 18     | 0      |
| 2018-2019               | Amburgo                 | 2L                      | 34         | 2          | CG              | 5               | 0               | -                  | -                  | -                  | -           | -           | -           | 39     | 2      |
| 2019-2020               | Amburgo                 | 2L                      | 32         | 0          | CG              | 2               | 0               | -                  | -                  | -                  | -           | -           | -           | 34     | 0      |
| 2020-2021               | Amburgo                 | 2L                      | 4          | 0          | CG              | 0               | 0               | -                  | -                  | -                  | -           | -           | -           | 4      | 0      |
| Totale Amburgo          | Totale Amburgo          | Totale Amburgo          | 88         | 2          |                 | 7               | 0               |                    | -                  | -                  |             | -           | -           | 95     | 2      |
| 2021-gen.2022           | Union Berlino           | BL                      | 0          | 0          | CG              | 0               | 0               | UECL               | 0                  | 0                  | -           | -           | -           | 0      | 0      |
| feb.2022- giu.2022      | Mechelen                | D1                      | 8+2        | 0          | CB              | 0               | 0               | -                  | -                  | -                  | -           | -           | -           | 10     | 0      |
| 2022-2023               | Hansa Rostock           | 2L                      | 23         | 1          | CG              | 0               | 0               | -                  | -                  | -                  | -           | -           | -           | 23     | 1      |
| 2023-2024               | Samsunspor              | SL                      | 30         | 3          | CT              | 2               | 0               | -                  | -                  | -                  | -           | -           | -           | 32     | 3      |
| 2024-2025               | Samsunspor              | SL                      | 33         | 3          | CT              | 0               | 0               | -                  | -                  | -                  | -           | -           | -           | 33     | 3      |
| 2025-2026               | Samsunspor              | SL                      | 2          | 0          | CT              | 0               | 0               | UEL                | 0                  | 0                  | -           | -           | -           | 2      | 0      |
| Totale Samsunspor       | Totale Samsunspor       | Totale Samsunspor       | 65         | 6          |                 | 2               | 0               |                    | -                  | -                  |             | -           | -           | 67     | 6      |
| Totale carriera         | Totale carriera         | Totale carriera         | 232        | 10         |                 | 12              | 0               |                    | 0                  | 0                  |             | -           | -           | 244    | 10     |